# Ultimii comanși
Ultimii comanși (titlu original: Last of the Comanches) este un film american Western din 1953 regizat de Andre DeToth. Rolurile principale au fost interpretate de actorii Broderick Crawford, Barbara Hale, Johnny Stewart and Lloyd Bridges. Este o refacere a filmului din 1943 despre cel de-Al Doilea Război Mondial Sahara, cu vedeta Humphrey Bogart. Lloyd Bridges a apărut în ambele filme.

## Prezentare
În 1876, căpetenia Nor Negru și tribul său de comanși au continuat lupta împotriva omului alb. După o confruntare câștigată de trib împotriva unei trupe de cavalerie din orașul de frontieră Dry Buttes, au mai rămas doar șase soldați albi. Orașul este distrus comple. Sergentul Trainor ia comanda supraviețuitorilor. În retragere spre fortul Macklin, cei șase întâlnesc un grup de călători cu diligența care intenționa să ajungă în Dry Buttes. Printre călători se află Iulia Lanning, sora comandantului fortului Macklin, Henry Ruppert, un negustor de whisky din Est și profetul Satterlee, un fost cercetaș și vechi colonist din Vest. Micul grup trebuie să se întoarcă spre fortul Macklin, dar lipsa apei îi obligă să facă un ocol în căutarea sa. După ce se întâlnesc cu Micul Cuțit, un tânăr indian dintr-un alt trib, pașnic, aceștia îi duce la o fântână aflată pe ruinele unei vechi clădiri a unei misiuni spaniole. Aici începe o luptă pentru supraviețuire împotriva atacurilor repetate ale fioroșilor comanși conduși de Nor Negru. Micul Cuțit este trimis de sergent la fortul Macklin pentru a aduce ajutoare.

## Distribuție
- Broderick Crawford - Sgt. Matt Trainor
- Barbara Hale - Julia Lanning
- Johnny Stewart - Micul Cuțit / Little Knife
- Lloyd Bridges - Jim Starbuck
- Mickey Shaughnessy - Rusty Potter
- George Mathews - Romany O'Rattigan
- Hugh Sanders - Denver Kinnaird
- Ric Roman - Martinez
- Chubby Johnson - Henry Ruppert
- Martin Milner - Billy Creel
- Milton Parsons - Satterlee the Prophet
- Jack Woody - Cpl. Floyd
- John War Eagle - Nor Negru / Black Cloud
- Carleton Young - Maior Lanning

## Adaptări
benzi desenate
- Avon Periodicals: Last of the Comanches (1953)[5][6]